# أحمد فوزي الهيب
أحمد فوزي الهيب (1946 - 2021م) باحث ومحقق سوري، وكاتب شاعر، ومؤلف مدرِّس.

## سيرته
ولد في محافظة حلب عام 1946م. عمل محاضرًا في جامعات سورية والسعودية والكويت. درس في معهد إعداد المدرسين في حلب ثم تخرج منه، وانتقل للدراسة في جامعة حلب وتخرج منها عام 1970م، حاصل على درجة الماجستير في الأدب العربي عام 1976م، وشهادة الدكتوراه في الأدب العربي من جامعة الإسكندرية، في مصر عام 1983م. نال إجازة في اللغة العربية من جامعة حلب عام 1970م.
نال جائزة الباسل للإبداع الفكري عام 1996م، ونال عددًا من الجوائز والدروع وشهادات التقديرمن جامعات الجزائر وحلب والكويت والإمام محمد بن سعود ومؤسسة البابطين الثقافية.
- شارك في العديد من المؤتمرات والندوات العلمية في سورية، السعودية والكويت.
- شارك في لجان ترشيح علماء لجوائز دولية مرموقة في علوم العربية وآدابها ولجان تحكيم في مسابقات أدبية في سوريا وغيرها.
- شارك في الكثير من اللجان الأكاديمية رئيسًا ومقررًا وعضوًا في أقسام اللغة العربية وكليات الآداب والجامعات والوزارات في سوريا وغيرها، كان آخرها لجنة تأليف كتاب عن حلب بتكليف السيد محافظ حلب عضواً عام 2006م واللجنة الثقافية لاحتفالية حلب عاصمة الثقافة الإسلامية بتكليف من السيد وزير الثقافة عضوًا، واللجنة العلمية لندوة الحياة العلمية والأدبية في حلب زمن الأيوبيين رئيسًا عام 2006.
- حكّم عددًا من الأبحاث في بعض المجلات المحكّمة مثل المجلة العربية للعلوم الإنسانية ومجلة البيان الكويتيتين وغيرهما، وعدداً من مسابقات القصة والمقالة والخاطرة والشعر في السعودية والكويت.
- عضو في اتحاد الكتاب العرب ، جمعية البحوث والدراسات،
- عضو في الجمعية السورية لتاريخ العلوم، وجامعة حلب، وجمعية العاديات بحلب، والمكتبة الوقفية بحلب أيضًا.[3]

## صدر له

### مؤلفاته
1. الأدب وروح العصر، (دراسة بالاشتراك) 1984م.
2. ذات السلاسل، الكويت عام 1984م.
3. الحركة الشعرية زمن المماليك في حلب، مؤسسة الرسالة، بيروت 1986
4. ديوان ابن الوردي (تحقيق)، دار القلم الكويت: 1986م.
5. العروض لـ ابن جني (تحقيق)، دار القلم الكويت عام 1987م.
6. الحركة الشعرية زمن الأيوبيين في حلب، مكتبة المعلا، الكويت عام 1987م.
7. الجانب العَروضي عند حازم القَرْطاجَنِّي، دار القلم، الكويت عام 1988م.
8. الحسن الصريح للصفدي (تحقيق)، دار سعد الدين دمشق عام 2003م.
9. إيقاع الشعر العربي (دراسة في فلسفة العروض)، دار القلم العربي، حلب 2004م.
10. التصنع وروح العصر المملوكي ، اتحاد الكتاب العرب، دمشق 2004م.
11. ديوان نظم العقدين في مدح سيد الكونين لـ ابن جابر الأندلسي. (تحقيق)، دار سعد الدين دمشق 2005م.
12. شعر ابن جابر الأندلسي، (جمع وتوثيق وتحقيق)، دار سعد الدين دمشق 2006م.

### مشاركاته في التأليف
```
شارك أيضاً مع مجموعة من الأدباء والمفكرين بتأليف الكتب التالية:
```

1. عبد السلام هارون معلماً ومؤلفاً ومحققاً، جامعة بيروت 1990م.
2. عبده بدوي شاعراً وناقداً، جامعة الكويت 2000م.
3. بحوث في اللغة والأدب، مكتبة المعلا، الكويت 1987م.
4. أدباء مكرمون، وليد مشوح، اتحاد الكتاب العرب دمشق 2004م.
5. أدباء مكرمون، الناقد والمفكر عبد الكريم الأشتر، اتحاد الكتاب العرب دمشق 2006م.

### بحوثه
له بحوث كثيرة منشورة في مجلات وموسوعات علمية في سورية ومصر والكويت والأردن وجامعة الدول العربية ، مثل مجلة مجمع اللغة العربية بدمشق، ومجلة معهد المخطوطات التابع لجامعة الدول العربية، ومجلة الشعر في القاهرة، ومجلة جامعة الإمارات العربية المتحدة في العين، ومجلة البيان في الكويت، وموسوعة آل البيت بعمان، ومجلة التراث العربي، ومجلة الموقف الأدبي باتحاد الكتاب العرب بدمشق، وغيرها.
ومن هذه البحوث:
1. الجانب البديعي في شعر ابن الوردي، مجلة مجمع اللغة العربية بدمشق1997م.
2. الملك الظاهر بيبرس في شعر معاصريه، مجلة مجمع اللغة العربية بدمشق2000م.
3. نور الدين محمود في شعر معاصريه، مجلة مجمع اللغة العربية بدمشق 2005م.
4. مادة ابن أبي حجلة كتبها بتكليف من موسوعة الحضارة الإسلامية، مؤسسة آل البيت عمان،1991م.
5. ابن شداد و كتابه سيرة: حياة صلاح الدين الأيوبي، مجلة التراث العربي دمشق 2004م.
6. التراث والمعاصرة في فكر الدكتور عبد الكريم الأشتر، مجلة الموقف الأدبي 2005م.
7. بحث المديح النبوي الأندلسي بين لسان الدين بن الخطيب وابن جابر الأندلسي، مجلة التراث الأدبي 2005م.

- واشترك وراجع وأشرف على برنامج حاسوبي في علم العروض والقوافي، عنوانه (شعر العرب)، الشركة العالمية (صخر) الكويت 1989.[4]

## كتبوا عنه
تحدَّثت عنه ونوَّهت بكتبه المصادر الآتية:
1. كتاب نهر الذهب في تاريخ حلب الشيخ كامل الغزي .
2. كتاب مائة أوائل في حلب للكاتب عامر رشيد مبيض .
3. كتاب عروق الذهب فيما كتب عن حلب لعامر رشيد مبيض
4. معجم أدباء حلب في القرن العشرين لأحمد دوغان
5. كتاب ينبوع الذهب فيما كتب عن حلب للكاتب مختار فوزي النعال .

## وفاته وتأبينه
توفي فجر يوم السبت 3 جُمادى الآخرة 1442هـ الموافق 16 يناير (كانون الثاني) 2021م، بمدينة الجزائر العاصمة، ودفن بمقبرة بوزَرِّيعة.
وصلَّى عليه بالمقبرة الشيخ يحيى صاري، وأبَّنَه الشيخ الدكتور رضا غمور، والشيخ الدكتور أمين قادري. وحضر جنازته وفدٌ رسمي من الجامعة ممثَّلٌ بعميد الكلية الأستاذ الدكتور علاوي حميد، ورئيس المجلس العلمي للكلية الأستاذ الدكتور وحيد بن بوعزيز، والأمين السابق لجامعة الجزائر ورئيس مخبر اللسانيات التطبيقية الأستاذ الدكتور سيدي محمد بوعياد، وجمعٌ من الأساتذة والباحثين والطلبة.